# Под туђим утицајем (филм из 2022)
Под туђим утицајем (енгл. Persuasion) амерички је драмски филм из 2022. године, у режији Кари Крекнел, по сценарију Роналда Баса и Алис Викторије Винслоу. Темељи се на истоименом роману Џејн Остин. Главне улоге глуме: Дакота Џонсон, Козмо Џарвис, Ники Амука Берд, Мија Макена Брус, Ричард Е. Грант и Хенри Џарвис
Приказан је 15. јула 2022. за Netflix.

## Радња
Осам година након што су је наговорили да се уда за сиромаха, Ен Елиот поново сретне тог шармантног мушкарца. Хоће ли искористити другу прилику за праву љубав?

## Улоге
| Глумац           | Улога                     |
| ---------------- | ------------------------- |
| Дакота Џонсон    | Ен Елиот                  |
| Козмо Џарвис     | капетан Фредерик Вентворт |
| Хенри Голдинг    | господин Вилијам Елиот    |
| Ники Амука Берд  | леди Расел                |
| Ричард Е. Грант  | сер Волтер Елиот          |
| Бен Бејли        | Чарлс Мазгроув            |
| Нија Тоул        | Луиза Мазгроув            |
| Изука Хојл       | Хенријета Мазгроув        |
| Јоланда Кетл     | Елизабет Елиот            |
| Едвард Блумел    | капетан Харвил            |
| Афолаби Али      | капетан Бенвик            |
| Џени Рејнсфорд   | госпођа Харвил            |
| Лидија Роуз Були | госпођа Пенелопи Клеј     |